# Americana Esporte Clube
O Americana Esporte Clube foi um clube brasileiro de futebol da cidade de Americana, interior do estado de São Paulo.
Fundado em 24 de abril de 1940 como Esporte Clube Vasco da Gama, suas cores e seu uniforme eram idênticos ao do Clube de Regatas Vasco da Gama, do Rio de Janeiro.

## História
O Esporte Clube Vasco da Gama nasceu amador e foi a equipe mais representativa da cidade nas décadas de 1960 e 70. Mas os torcedores de Americana queriam uma equipe que representasse de forma fiel os interesses da cidade. Assim, seus dirigentes resolveram alterar o nome do time, que passou a se chamar Americana Esporte Clube, em 1975.
Depois de mudar seu nome para Americana Esporte Clube, foi incorporado pelo Rio Branco Esporte Clube em 1979, cedendo a sua vaga para o Campeonato Paulista da Segunda Divisão, tradicional equipe do interior paulista. Foi campeão da Terceira Divisão (atual A-3) em 1968.

### Participações em estaduais
- Segunda Divisão (atual A-2) em 1969, 1970, 1971, 1972, 1973, 1974, 1975, 1976, 1977 e 1978
- Terceira Divisão (atual A-3) em 1968
- Quarta Divisão (atual A-4) 1966 e 1967

## Títulos

### Estaduais
- Campeonato Paulista - Série A3: 1968